# 李萍 (1932年)
李萍（1932年—1993年），女，河北定县人，中华人民共和国政治人物，曾任甘肃省人民政府副省长，甘肃省人大常委会副主任。